# Бергамакская волость
Бергама́кская волость — административно-территориальная единица Тарского уезда Тобольской губернии (до 1917), Акмолинской (Омской) области (1917—1918, 1919), Тюменской губернии (1919), Омской губернии (1920—1924).
Волостной центр — село Бергамакское (село Муромцевское).

## История
Волость образована в 1782 году путём преобразования Бергамакской слободы.
В 1856 году было основано Муромцевское начальное народное училище.
В 1864 году Совет Главного Управления Западной Сибири утвердил для водворения польских переселенцев Тарский округ. Так 8 человек поляков были водворены в Бергамакскую волость.
1 января 1869 году часть волости выделена в образованную Мало-Красноярскую волость.
С 1893 года по 1 июля 1903 года в волости было образовано 2 переселенческих посёлка и 1 запасной участок.
До 1 января 1904 года в волости продолжали действовать 2 переселенческих посёлка и 1 запасной участок.
До 1913 года было образовано 17 переселенческих посёлков.
До 1917 года волость являлась самой густозаселённой в Тарском уезде.
В 1918 году волостной центр из села Муромцево переносится снова в село Бергамакское. Часть территории передаётся в образованную Муромцевскую волость.
Постановлением Сибревкома от 24 сентября 1924 года в связи с укрупнением волостей вошла в состав Муромцевской волости (преобразована в 1925 году в Муромцевский район Тарского округа Сибирского края с образованием Бергамакского сельского совета).

## Административное деление
Состав на 1893 год
| - слобода Бергамакская - село Муромцево - деревня Бакшанская - деревня Больше-Никольская - деревня Верхне-Сиоткеская - деревня Гурова - деревня Дурнова 1-я - деревня Дурнова 2-я - деревня Кокшенёва - деревня Кондратьева - деревня Куряева - деревня Лебяжье - деревня Лисина - деревня Луговая - деревня Мало-Никольская | - деревня Мартынова - деревня Мельничная - деревня Мысовая - деревня Неупокоева - деревня Нижне-Сиоткес - деревня Окунёва - деревня Плотбищная - деревня Резаны - деревня Самохвалова - деревня Тамочная - деревня Танатова - деревня Тармаклы - деревня Ушакова - деревня Чинянина - выселок Верхне-Вятский | - выселок Средне-Вятский - заимка Грязнова - заимка Ламанова |

Состав на 1903 год
| - село Бергамак - село Муромцево - деревня Бакмасская - деревня Больше-Никольская - деревня Верхний-Сюткес - деревня Вятская 1-я - деревня Вятская 2-я - деревня Гурова - деревня Кокшенёва - деревня Кондратьева | - деревня Лисина - деревня Мало-Никольская - деревня Мысовая - деревня Нижний-Сюткес - деревня Окунёва - деревня Рязанская - деревня Тамочная - деревня Танатова - деревня Тармаклы - посёлок Ляпуновский | - посёлок Петропавловский - заимка Грязнова - заимка Иванова - заимка Ламанова - заимка Сальникова - заимка Фёдорова - заимка Черняева |

Состав на 1909 год
| - село Бергамакское - село Муромцево - село Рязанское - деревня Больше-Никольская - деревня Верхний-Сюткес - деревня Вятская - деревня Гурова - деревня Кокшенёва - деревня Лисина - деревня Мало-Никольская | - деревня Мыс - деревня Нижний-Сюткес - деревня Окунёва - деревня Павловка - деревня Танатова - посёлок Александровский - посёлок Алексеевский - посёлок Петропавловский |

Состав на 1924 год
| - село Бергамак - кордон Бергамак - мельница водяная Мельница 1 - мельница водяная Мельница 2 |

### Административные участки
- VI участок крестьянского начальника Тарского уезда с центром в селе Муромцево;
- VI стан пристава Тарского уезда с центром в селе Муромцево;
- XII участок полицейского урядника Тарского уезда с центром в селе Самохваловское;
- Тарский участок прокурора Тобольского Окружного Суда Тарского уезда с центром в городе Тара;
- III судебно-мировой участок Тарского уезда с центром в селе Муромцево;
- II участок сельского врача с центром в селе Муромцево;
- Тарский участок податного инспектора Тарского уезда с центром в городе Тара;
- III район инспектора народных училищ Тарского уезда с центром в городе Тара;
- IV полицейский стан Тарского уезда с центром в селе Муромцево.

### Сельские общества
- 1907 год — 27 населённых пунктов, 22 сельских общества;
- 1908 год — 27 населённых пунктов, 17 сельских обществ;
- 1909 год — 27 населённых пунктов, 18 сельских обществ;
- 1910 год — 18 населённых пунктов, 18 сельских обществ;
- 1911 год — 21 населённый пункт, 20 сельских обществ;
- 1912 год — 21 населённый пункт, 21 сельское общество;
- 1913 год — 22 населённых пункта, 21 сельское общество;
- 1914 год — 22 населённых пункта, 21 сельское общество;
- 1915 год — 20 сельских обществ.

## Промышленность и торговля
На 1893 год в волости действовали крупные заводы с оборотом более 1000 рублей:
- Винокуренный завод жены статского советника Давыдовской Надежды Михайловны (близ села Муромцево);
- Кожевенный завод крестьянина Иванова Михаила (деревня Нижний Сюткес);
- Паточный завод мещанина Обухова Павла (село Муромцево).

На 1897 год в волости вели торговую деятельность купцы II гильдии:
- Иванов Михаил (деревня Нижний Сюткес);
- Обухов Павел (село Муромцево);
- Суриков (село Муромцево).

На 1908 год в волости имелись заводы:
- маслодельный завод Черняева П. в селе Муромцево;
- маслодельный завод Обухова П. Е. в селе Муромцево;
- винокуренный завод Давыдовского Н. М. близ села Муромцево;
- конский завод действительного статского советника Давыдовского Николая Ивановича при Петропавловском винокуренном заводе близ села Муромцево.

На 1 января 1909 года насчитывалось 2 маслодельных завода перерабатывающих 138000 пудов молока. Имелось 2 сепаратора, 4 рабочих.
На 1915 год действовали крупные предприятия:
- мукомольная вальцевая мельница Зильбермана С. Л. в селе Муромцево;
- кожевенный завод Черняева П. Ф. в селе Муромцево;
- винокуренный завод Васильева (основанный в 1895 году), управляющий Калугин А. И. в посёлке Петропавловском;
- паровой кожевенный завод Шефер Эммы Юлиановны в деревне Нижний Сюткес;
- агент страхового общества «Саламандра» Лазарев Семён Андреевич в селе Муромцево.

## Инфраструктура
На 1890 год в волости действовали приёмные покои в селе Муромцево, медицинский фельдшер в селе Муромцево, сельская повивальная бабка в селе Муромцево, вольнопрактикующая повивальная бабка С. Набокова в селе Муромцево.
На 1908 год в волости имелась почтовая контора Омского почтово-телеграфного округа в селе Муромцево.
На 1909 год в волости насчитывалось 5 церквей, 1 часовня, 1 читальня, 5 школ (официальных), 14 хлебо-запасных магазинов, 3 винные лавки, 26 торговых лавок, 4 ветряные мельницы, 9 водяных мельниц, 6 маслоделен, 2 маслобойни, 2 завода, 15 кузниц, 5 пожарных сараев, 2 ярмарки, 3 земские станции. Имелась при волостном правлении общественная ссудо-сберегательная касса и государственная касса при почтовом отделении.
На 1915 год действовала государственная сберегательная касса при Бергамакском волостном правлении, Бергамакская волостная общественная ссудосберегательная касса с правлением в селе Муромцево, Общество попечения об учащихся Бергамакской, Кондратьевской, Мало-Красноярской, Самохваловской волостей с центром в селе Муромцево, Муромцевское общество попечения об учащихся.

## Религия
Бергамакский, Рязанский православные приходы входили во II благочиние Омской епархии с центром в селе Карташёвское.

## Население
В период 1851—1860 годы в волости ежегодная смертность составляла 4,48 человека на каждые 100 человек.
На 1893 год в волости проживало 13055 человек (6079 м — 6976 ж) в 2167 дворах.
На 1903 год в волости проживало 12406 человек (6215 м — 6191 ж) в 2156 дворах 27 селениях.
На 1909 год в волости проживало 8383 человека (4107 м — 4276 ж).
Переселенческое население из Минской, Пензенской, Рязанской губерний. Национальный состав волости: русские, украинцы, белорусы, поляки, мордва, татары, евреи, немцы, латыши, литовцы, эстонцы, финны, черемисы, чуваши, киргизы и незначительное число других.
Крупнейшие населённые пункты
| 1868 год - слобода Бергамакская — 1001 чел.; - село Муромцево — 765 чел.; - деревня Тармаклинская — 494 чел.; - деревня Кондратьева — 433 чел.; - деревня Самохваловская — 417 чел. | 1893 год - слобода Бергамакская — 1589 чел.; - село Муромцево — 1163 чел.; - деревня Кондратьева — 807 чел.; - деревня Тармаклы — 728 чел.; - деревня Лисина — 658 чел. |

| 1897 год - село Муромцево — 1719 чел.; - село Бергамак — 1349 чел.; - деревня Кондратьева — 839 чел.; - деревня Гурова — 811 чел.; - деревня Тармаклы — 797 чел. |  | 1903 год - село Бергамак — 1536 чел.; - село Муромцево — 1192 чел.; - деревня Тармаклы — 874 чел.; - деревня Кондратьева — 809 чел.; - деревня Гурова — 808 чел. |

| 1909 год - село Бергамакское — 1080 чел.; - село Муромцево — 942 чел.; - деревня Лисина — 906 чел.; - деревня Кокшенёва — 826 чел.; - деревня Мыс — 575 чел. |

## Известные уроженцы
- Пантелеймонов, Борис Григорьевич — уроженец села Муромцевского, писатель.
- Ульянова, Мария Андреевна — уроженка села Бергамакского, журналист.